# Onondaga megye
Onondaga megye az Amerikai Egyesült Államokban, azon belül New York államban található. Megyeszékhelye és legnagyobb városa Syracuse. Lakosainak száma 476 516 fő (2020. április 1.). Onondaga megye Oswego, Cortland, Cayuga és Madison megyékkel határos.

## Népesség
A megye népességének változása:
| Lakosok száma | 454 753 | 467 429 | 467 525 | 467 038 | 468 387 | 468 463 | 476 516 |
|               | 2009    | 2010    | 2011    | 2012    | 2013    | 2015    | 2020    |